# Lothringer Stufenland
Das Lothringer Stufenland ist eine Schichtstufenlandschaft, die im Osten an Vogesen und Pfälzerwald angrenzt. Nach Westen hin senkt sich die Landschaft langsam zum Pariser Becken. Die Hochfläche (ca. 200 bis ca. 400 m hoch) ist wellig und fruchtbar. Die Stufe des Muschelkalks geht aus der Saarpfalz nach Lothringen über, umgibt das Buntsandsteingebiet bei Forbach und zieht dann weit nach Osten.
Der große Mittelteil besteht aus tonigem Keuper und Lias.
Die Entwässerung dieses Gebiets erfolgt nach Norden zu Saar, Mosel und Nied. Westlich der Mosel erhebt sich die Schichtstufe des mittleren Juras. Das Stufenland gehört im Norden zu Luxemburg, im Süden zu Frankreich (Region Grand Est) und Deutschland (Saarland, Rheinland-Pfalz).